# 恋・愛・都・市 恋がしたい
『恋・愛・都・市 恋がしたい』（れんあいとし こいがしたい、中: 好想好想谈恋爱）は、中華人民共和国にて製作・放送されたテレビドラマである。日本では、BSフジにて放送された。
中国版「セックス・アンド・ザ・シティ」とも言われ、原題は「好想好想談恋愛」である。

## 出演
括弧内は日本語吹替声優。
- 譚艾琳（タン・アイリン） - 蒋雯麗（中国語版）（湯屋敦子）
- 黎明朗（リー・ミンラン） - 那英（朴璐美）
- 陶春（タオ・ツェン） - 羅海瓊（中国語版）（斉藤梨絵）
- 毛納（マオ・ナー） - 梁静（中国語版）（前田ゆきえ）
- 伍岳峰（ウー・イェーフォン） - 孫淳（中国語版）（谷昌樹）
- 陸坤（ルー・クン） - 陳坤（内田夕夜）
- 陶亮（タオ・リャン） - デヴィッド・ウー（青山穣）

## DVD-BOX
- 恋・愛・都・市 恋がしたい DVD-BOX1（2005年10月28日発売、5枚組）
- 恋・愛・都・市 恋がしたい DVD-BOX2（2005年12月23日発売、6枚組）
発売元：天空株式会社・（株）東北新社、販売元：（株）マクザム、協力：（株）大富